# Tetragrama (música)

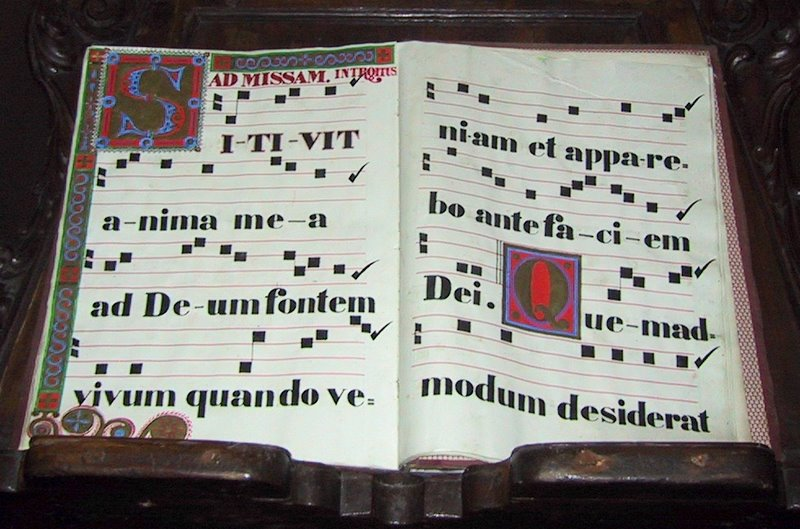
Manuscrito florentino de data desconhecida.

O tetragrama surgiu da necessidade do homem de registrar as alturas das notas musicais, que compunham as suas melodias. Primeramente utilizou-se uma linha traçada com grafite ou tinta vermelha, posteriormente acrescentou-se mais uma linha. Foi Guido D'Arezzo (992-1050) o responsável pelo estabelecimento de um sistema de notação musical com quatro linhas, o tetragrama, de onde se originou a atual pauta musical de cinco linhas, o pentagrama.

## Ver também

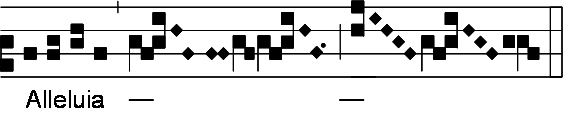
Tetragrama de Alleluia Vigilia Nativitatis.